# Reino de Vingulmark
El reino  de Vingulmark (en nórdico antiguo: Vilgumǫrk) es el antiguo nombre de una región histórica, antiguo reino de Noruega. Actualmente comprende los condados de Østfold y Akershus, y por lo tanto incluye la actual capital noruega de Oslo, que no había sido fundada en aquel tiempo. Los arqueólogos han encontrado ricos yacimientos testimoniales funerarios en el río Glomma, Onsøy, Rolvsøy y Tune donde se encontraron los restos de un drakkar funerario, el barco de Tune. Estos descubrimientos afirman que el área fue un centro importante de poder durante la Era Vikinga.
Hay indicaciones que por lo menos muestran que el sur del área estuvo bajo dominio danés a finales del siglo IX. Ohthere de Hålogaland, un aventurero vikingo noruego que sirvió en la corte del rey inglés Alfredo el Grande, citó que navegó hacia el sur desde Skiringssal, permaneciendo en el puerto danés durante tres días. El relato de Ohthere es uno de los más antiguos escritos en donde se mencionan por primera vez las palabras «Noruega» y «Dinamarca».
La Noruega de la Era Vikinga estuvo dividida en pequeños reinos independientes gobernados por caudillos que gobernaban los territorios, competían por la supremacía en el mar e influencia política, y buscaban alianzas o el control sobre otras familias reales, bien de forma voluntaria o forzadas. Estas circunstancias provocaron periodos turbulentos y vidas heroicas como se recoge en la saga Heimskringla del escaldo islandés Snorri Sturluson en el siglo XIII.